# Bahnstrecke Bever–Scuol-Tarasp
| |                     |                                                                                         |                                                   |
| Streckennummer (BAV): | 960                 |                                                                                         |                                                   |
| Fahrplanfeld: | 910, 960            |                                                                                         |                                                   |
| Streckenlänge: | 49,41 km            |                                                                                         |                                                   |
| Spurweite: | 1000 mm (Meterspur) |                                                                                         |                                                   |
| Stromsystem: | 11 kV 16,7 Hz ~     |                                                                                         |                                                   |
| Maximale Neigung: | 25 ‰                |                                                                                         |                                                   |
| |                     |                                                                                         |                                                   |
| \| \| \| von St. Moritz \| \| \| \| 95,60 \| Bever \| 1710 m ü. M. \| \| \| \| nach Thusis \| \| \| \| 99,99 \| La Punt Chamues-ch \| 1696 m \| \| \| 101,48 \| Madulain \| 1697 m \| \| \| 103,80 \| Zuoz \| 1692 m \| \| \| 106,00 \| S-chanf \| 1669 m \| \| \| 107,41 \| S-chanf Marathon \| 1668 m \| \| \| \| Val Susauna-Viadukt \| \| \| \| 110,28 \| Cinuos-chel-Brail \| 1628 m \| \| \| \| Inn-Viadukt \| \| \| \| \| Val Mela-Viadukt \| \| \| \| \| Brail-Tunnel I (895 m) \| \| \| \| \| Val Verda-Viadukt \| \| \| \| \| Brail-Tunnel II (308 m) \| \| \| \| \| Val S-chüra-Viadukt \| \| \| \| 115,18 \| Carolina \| 1568 m \| \| \| \| Tantermozza-Viadukt \| \| \| \| \| Raschisch-Tunnel (185 m) \| \| \| \| \| Röven-Tunnel (94 m) \| \| \| \| \| Spöl \| \| \| \| \| \| \| \| \| \| ehem. gepl. Ofenbergbahn[1][2] von Mals (Vinschgaubahn) \| \| \| \| \| \| \| \| \| 120,36 \| Zernez \| 1470 m \| \| \| \| Inn \| \| \| \| \| Praschitsch-Tunnel (66 m) \| \| \| \| \| Sparsa-Tunnel (172 m) \| \| \| \| \| Crastatscha-Tunnel (315 m) \| \| \| \| \| Val Susasca-Viadukt \| \| \| \| 126,83 \| Susch \| 1434 m \| \| \| \| Valauta-Tunnel (128 m) \| \| \| \| 127,80 \| Sasslatsch (Abzw) \| 1432 m \| \| \| \| nach Sagliains Sasslatsch (Abzw) \| \| \| \| \| Sasslatsch-Tunnel I (232 m) \| \| \| \| \| Val Sagliains-Viadukt \| \| \| \| \| von Klosters \| \| \| \| 128,67 \| Sagliains \| 1431 m \| \| \| \| Val Lavinuoz-Viadukt \| \| \| \| 130,10 \| Lavin \| 1431 m \| \| \| \| Gonda-Tunnel (396 m) \| \| \| \| \| Tuoi-Viadukt \| \| \| \| 133,28 \| Guarda \| 1431 m \| \| \| \| Giarsuntunnel (172 m) \| \| \| \| \| Magnacuntunnel (1909 m) \| \| \| \| \| Val Prauost-Viadukt \| \| \| \| 137,38 \| Ardez \| 1431 m \| \| \| \| Craista-Tunnel (514 m) \| \| \| \| \| Tarstunnel (103 m) \| \| \| \| \| Val Tasna-Viadukt \| \| \| \| \| Tasnatunnel (2350 m) \| \| \| \| \| Val Püzza-Viadukt \| \| \| \| \| Baraiglatunnel (52 m) \| \| \| \| 142,67 \| Ftan Baraigla \| 1335 m \| \| \| \| Fora da Dabladé-Viadukt \| \| \| \| \| Lumes-Viadukt \| \| \| \| \| Val Corgnanca-Viadukt \| \| \| \| \| Nairs-Viadukt \| \| \| \| 145,01 \| Scuol-Tarasp \| 1286 m \| \| \| \| \| \| \| \| \| ehem. proj. Oberinntalbahn[3] nach Tösens (Reschenscheideckbahn) und Landeck (Arlbergbahn) \| \| \| \| \| \| \| |                     |                                                                                         |                                                   |
| Strecke |                     | von St. Moritz                                                                          | von St. Moritz                                    |
| Bahnhof | 95,60               | Bever                                                                                   | 1710 m ü. M.                                      |
| Abzweig geradeaus und nach links |                     | nach Thusis                                                                             | nach Thusis                                       |
| Bahnhof | 99,99               | La Punt Chamues-ch                                                                      | 1696 m                                            |
| Haltepunkt / Haltestelle | 101,48              | Madulain                                                                                | 1697 m                                            |
| Bahnhof | 103,80              | Zuoz                                                                                    | 1692 m                                            |
| Bahnhof | 106,00              | S-chanf                                                                                 | 1669 m                                            |
| Haltepunkt / Haltestelle | 107,41              | S-chanf Marathon                                                                        | 1668 m                                            |
| Brücke |                     | Val Susauna-Viadukt                                                                     | Val Susauna-Viadukt                               |
| Bahnhof | 110,28              | Cinuos-chel-Brail                                                                       | 1628 m                                            |
| Brücke über Wasserlauf |                     | Inn-Viadukt                                                                             | Inn-Viadukt                                       |
| Brücke |                     | Val Mela-Viadukt                                                                        | Val Mela-Viadukt                                  |
| Tunnel |                     | Brail-Tunnel I (895 m)                                                                  | Brail-Tunnel I (895 m)                            |
| Brücke |                     | Val Verda-Viadukt                                                                       | Val Verda-Viadukt                                 |
| Tunnel |                     | Brail-Tunnel II (308 m)                                                                 | Brail-Tunnel II (308 m)                           |
| Brücke |                     | Val S-chüra-Viadukt                                                                     | Val S-chüra-Viadukt                               |
| Dienststation / Betriebs- oder Güterbahnhof | 115,18              | Carolina                                                                                | 1568 m                                            |
| Brücke |                     | Tantermozza-Viadukt                                                                     | Tantermozza-Viadukt                               |
| Tunnel |                     | Raschisch-Tunnel (185 m)                                                                | Raschisch-Tunnel (185 m)                          |
| Tunnel |                     | Röven-Tunnel (94 m)                                                                     | Röven-Tunnel (94 m)                               |
| Brücke über Wasserlauf |                     | Spöl                                                                                    | Spöl                                              |
| |                     |                                                                                         |                                                   |
| Abzweig geradeaus und ehemals von rechts |                     | ehem. gepl. Ofenbergbahn von Mals (Vinschgaubahn)                                       | ehem. gepl. Ofenbergbahn von Mals (Vinschgaubahn) |
| |                     |                                                                                         |                                                   |
| Bahnhof | 120,36              | Zernez                                                                                  | 1470 m                                            |
| Brücke über Wasserlauf |                     | Inn                                                                                     | Inn                                               |
| Tunnel |                     | Praschitsch-Tunnel (66 m)                                                               | Praschitsch-Tunnel (66 m)                         |
| Tunnel |                     | Sparsa-Tunnel (172 m)                                                                   | Sparsa-Tunnel (172 m)                             |
| Tunnel |                     | Crastatscha-Tunnel (315 m)                                                              | Crastatscha-Tunnel (315 m)                        |
| Brücke |                     | Val Susasca-Viadukt                                                                     | Val Susasca-Viadukt                               |
| Bahnhof | 126,83              | Susch                                                                                   | 1434 m                                            |
| Tunnel |                     | Valauta-Tunnel (128 m)                                                                  | Valauta-Tunnel (128 m)                            |
| Blockstelle | 127,80              | Sasslatsch (Abzw)                                                                       | 1432 m                                            |
| Abzweig geradeaus und nach links |                     | nach Sagliains Sasslatsch (Abzw)                                                        | nach Sagliains Sasslatsch (Abzw)                  |
| Tunnel |                     | Sasslatsch-Tunnel I (232 m)                                                             | Sasslatsch-Tunnel I (232 m)                       |
| Brücke |                     | Val Sagliains-Viadukt                                                                   | Val Sagliains-Viadukt                             |
| Abzweig geradeaus und von links |                     | von Klosters                                                                            | von Klosters                                      |
| Bahnhof | 128,67              | Sagliains                                                                               | 1431 m                                            |
| Brücke |                     | Val Lavinuoz-Viadukt                                                                    | Val Lavinuoz-Viadukt                              |
| Bahnhof | 130,10              | Lavin                                                                                   | 1431 m                                            |
| Tunnel |                     | Gonda-Tunnel (396 m)                                                                    | Gonda-Tunnel (396 m)                              |
| Brücke |                     | Tuoi-Viadukt                                                                            | Tuoi-Viadukt                                      |
| Bahnhof | 133,28              | Guarda                                                                                  | 1431 m                                            |
| Tunnel |                     | Giarsuntunnel (172 m)                                                                   | Giarsuntunnel (172 m)                             |
| Tunnel |                     | Magnacuntunnel (1909 m)                                                                 | Magnacuntunnel (1909 m)                           |
| Brücke |                     | Val Prauost-Viadukt                                                                     | Val Prauost-Viadukt                               |
| Bahnhof | 137,38              | Ardez                                                                                   | 1431 m                                            |
| Tunnel |                     | Craista-Tunnel (514 m)                                                                  | Craista-Tunnel (514 m)                            |
| Tunnel |                     | Tarstunnel (103 m)                                                                      | Tarstunnel (103 m)                                |
| Brücke |                     | Val Tasna-Viadukt                                                                       | Val Tasna-Viadukt                                 |
| Tunnel |                     | Tasnatunnel (2350 m)                                                                    | Tasnatunnel (2350 m)                              |
| Brücke |                     | Val Püzza-Viadukt                                                                       | Val Püzza-Viadukt                                 |
| Tunnel |                     | Baraiglatunnel (52 m)                                                                   | Baraiglatunnel (52 m)                             |
| Haltepunkt / Haltestelle | 142,67              | Ftan Baraigla                                                                           | 1335 m                                            |
| Brücke |                     | Fora da Dabladé-Viadukt                                                                 | Fora da Dabladé-Viadukt                           |
| Brücke |                     | Lumes-Viadukt                                                                           | Lumes-Viadukt                                     |
| Brücke |                     | Val Corgnanca-Viadukt                                                                   | Val Corgnanca-Viadukt                             |
| Brücke |                     | Nairs-Viadukt                                                                           | Nairs-Viadukt                                     |
| Kopfbahnhof Strecke ab hier außer Betrieb | 145,01              | Scuol-Tarasp                                                                            | 1286 m                                            |
| |                     |                                                                                         |                                                   |
| |                     | ehem. proj. Oberinntalbahn nach Tösens (Reschenscheideckbahn) und Landeck (Arlbergbahn) |                                                   |
| |                     |                                                                                         |                                                   |

Die Bahnstrecke Bever–Scuol-Tarasp, auch Engadinerbahn, Engadinerlinie, Unterengadinerbahn oder Unterengadinerlinie genannt, ist eine meterspurige Schweizer Schmalspurbahn. Sie wird von der Rhätischen Bahn (RhB) betrieben und verbindet das Unterengadin mit der Albulabahn. Die Strecke Bever–Scuol-Tarasp gehört zum RhB-Stammnetz, die Kilometrierung hat deshalb ihren Nullpunkt im Bahnhof Landquart.

## Geschichte

### Vorgeschichte und geplante Verbindung mit Österreich
Willem Jan Holsboer, führende Persönlichkeit beim Aufbau des Kur- und Fremdenverkehrszentrums Davos und Initiator der 1890 eröffneten Bahnstrecke Landquart–Davos Platz, stellte am 3. April 1890 das Gesuch für die Konzessionierung für den Bau und Betrieb einer Bahn vom Oberengadin nach Scuol und weiter bis Martina mit der Absicht einer Weiterführung nach Österreich. Die Strecke sollte in Cinuos-chel anschliessen an die bereits konzessionierte Scalettabahn von Davos nach Samedan. Mit Bundesbeschluss vom 10. Oktober 1890 erteilte die Bundesversammlung die Konzession gemäss Botschaft des Bundesrates vom 26. September 1890. Die Konzession wurde mehrere Male verlängert und 1897 auf die Rhätische Bahn übertragen. Anstelle der Scaletta-Bahn wurde in den Jahren 1898–1903 die Albulabahn gebaut; der Anschluss an die Strecke ins Unterengadin verschob sich damit von Cinuos-chel nach Bever.
Die Konzession wurde von der Bundesversammlung gemäss Botschaft des Bundesrates vom 10. Juni 1907 bis zur schweizerisch-österreichischen Grenze bei Altfinstermünz verlängert. Die Fortsetzung in Österreich sollte in Pfunds einen Anschluss herstellen an die Reschenscheideckbahn von Landeck (an der Arlbergbahn) nach Mals (Endstation der Vinschgaubahn). Diese Bahnprojekte konnten nicht realisiert werden. Ursachen dafür waren der Erste Weltkrieg und der anschliessende Übergang des Südtirol (inklusive Vinschgau) von Österreich an Italien.

### Bau der Strecke
Die Rhätische Bahn beauftragte am 27. Juli 1903 Friedrich Hennings, welcher auch schon die Albulabahn erbaut hatte, ein Projekt auszuarbeiten, welches eine durchaus machbare und finanzierbare Strecke durch das Engadin vorsah. Nach der Ausarbeitung dieses Projektes übernahm das Büro Loste in Paris gemeinsam mit Oberingenieur Peter Otto Saluz die Detailplanung, welche auf den Planungen von Prof. Hennings beruhte. 1907 wurde schliesslich ein Projekt vorgelegt, welches eine 49,5 Kilometer lange Strecke mit insgesamt 17 Tunnels und 55 grösseren Brücken vorsah. Die Kunstbauten auf der Strecke erforderten nun Spezialisten mit Erfahrung. So wurde Hans Studer, welcher schon den Wiesener Viadukt erbaut hatte, als Bauleiter für den Abschnitt Bever–Zernez verpflichtet. Beim Abschnitt Zernez–Scuol übernahm der erfahrene Bautechniker Jakob G. Zollinger die Verantwortung.
Im Frühjahr 1909 begannen die Bauarbeiten an der gesamten Strecke. Ursprünglich sollten sie schon im Sommer 1912 beendet werden, doch die Ingenieure und Arbeiter stiessen auf unerwartete Probleme beim Tunnelbau zwischen Guarda und Scuol. Während man im Frühjahr 1912 zwischen Bever und Guarda bereits mit dem Trassenbau und Oberbau beschäftigt war, kämpften die Mineure zwischen Guarda und Scuol mit ungewöhnlichem Felsdruck, lockeren Gesteinsschichten und Wassereinbrüchen beim Tunnelbau. Schliesslich konnte im Juni/Juli 1912 der Durchstich der längsten Vortriebsstollen Magnacun (1909 m) und Tasna (2350 m) erfolgen. Danach gelang es den Bauarbeitern, die Mauerung und den Vollausbruch bis April 1913 zu vollenden. Am 28./29. Juni 1913 wurde die Strecke feierlich eröffnet.

### Bauunglück 1911
Am 29. August 1911 stürzte am Val-Mela-Viadukt zwischen Cinuos-chel und Brail ein 30 Meter hohes Holzlehrgerüst in sich zusammen und riss zwölf italienische Bauarbeiter in den Tod. In Erinnerung an dieses Unglück, dessen Ursache nie herausgefunden wurde, befindet sich am Portaleingang des Brail-1-Tunnels eine Gedenktafel, die 2003 letztmals restauriert wurde.

### Elektrifizierung
Durch den elektrischen Probebetrieb auf der Strecke Spiez–Frutigen, welche die BLS hierfür erworben hatte, wurde auch bei der Rhätischen Bahn das Interesse für die neuartige Traktionstechnik mittels Einphasenwechselstrom geweckt. Die Rhätische Bahn entschied so, die noch im Bau befindliche Strecke Bever–Scuol als Teststrecke für Einphasenwechselstrom zu verwenden und beauftragte die Kraftwerke Brusio mit der Energieversorgung. Die Kraftwerke Brusio mussten nun die Energiezufuhr vom Puschlav über den Berninapass nach Bever zum eigens für die Umformung auf die benötigte Spannung von 11 kV bei 16 2⁄3 Hz errichteten Unterwerk sicherstellen. So konnte die Rhätische Bahn die Unterengadinerlinie schon bei der Eröffnung elektrisch betreiben. Die Lokomotiven Ge 4/6 wurden zu Vergleichszwecken mit verschiedenen Bauarten von Fahrmotoren geliefert.

### Unfälle

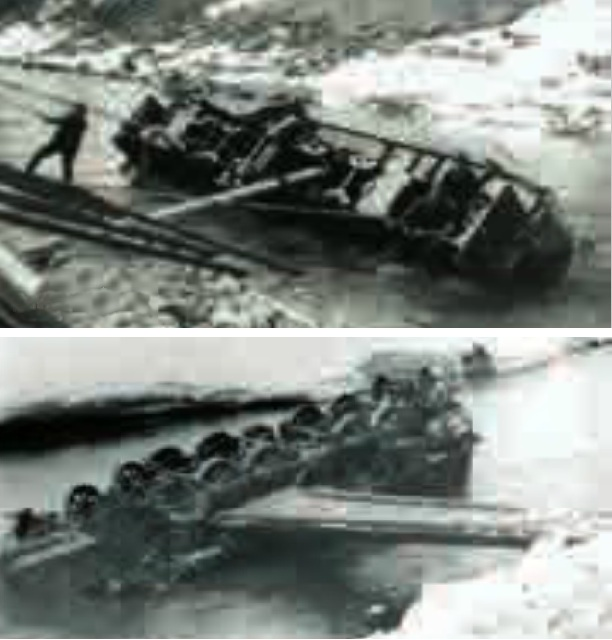
Bergungsarbeiten nach dem Unfall bei Zernez am 19. März 1937.

Am 22. März 1927 fuhr zwischen Guarda und Ardez ein Zug vor dem Magnacuntunnel auf einen herabgestürzten Felsblock. Dabei wurde die Ge 2/4 206 gegen die Mauerkante des Tunnelportals gedrückt. Der Lokomotivführer starb, zwei Fahrgäste wurden schwer und sieben leicht verletzt.
Am 19. März 1937 fuhr der letzte Abendzug zwischen Zernez und Susch in einen Schneerutsch. Die Lokomotive Ge 4/6 391 entgleiste und stürzte über die Strasse in den Inn, die Wagen bleiben jedoch auf dem Geleise stehen. Der Lokführer starb, ein mitfahrender Bahnmeister wurde schwer verletzt, die Reisenden kamen mit dem Schrecken davon. Die Lokomotive konnte erst nach mehr als zwei Monaten geborgen werden.
Ein seltsamer Unfall ereignete sich am 30. April 2012, als am späten Abend ein Zug Scuol-Tarasp–Klosters bei der Station Ftan Baraigla mit dem Bär M13 kollidierte. Am Tier konnten keine grösseren Verletzungen festgestellt werden.

## Streckenverlauf

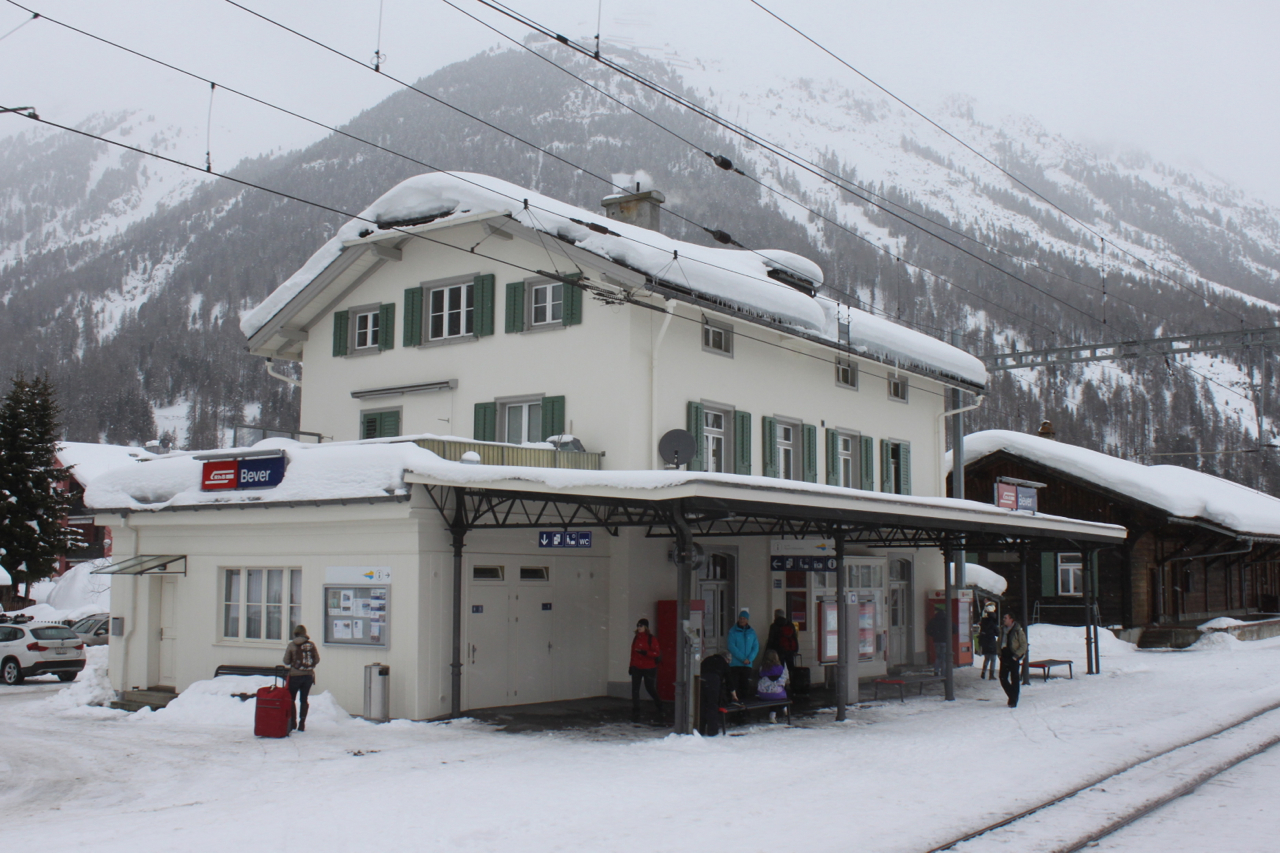
Bahnhof Bever im Februar 2014

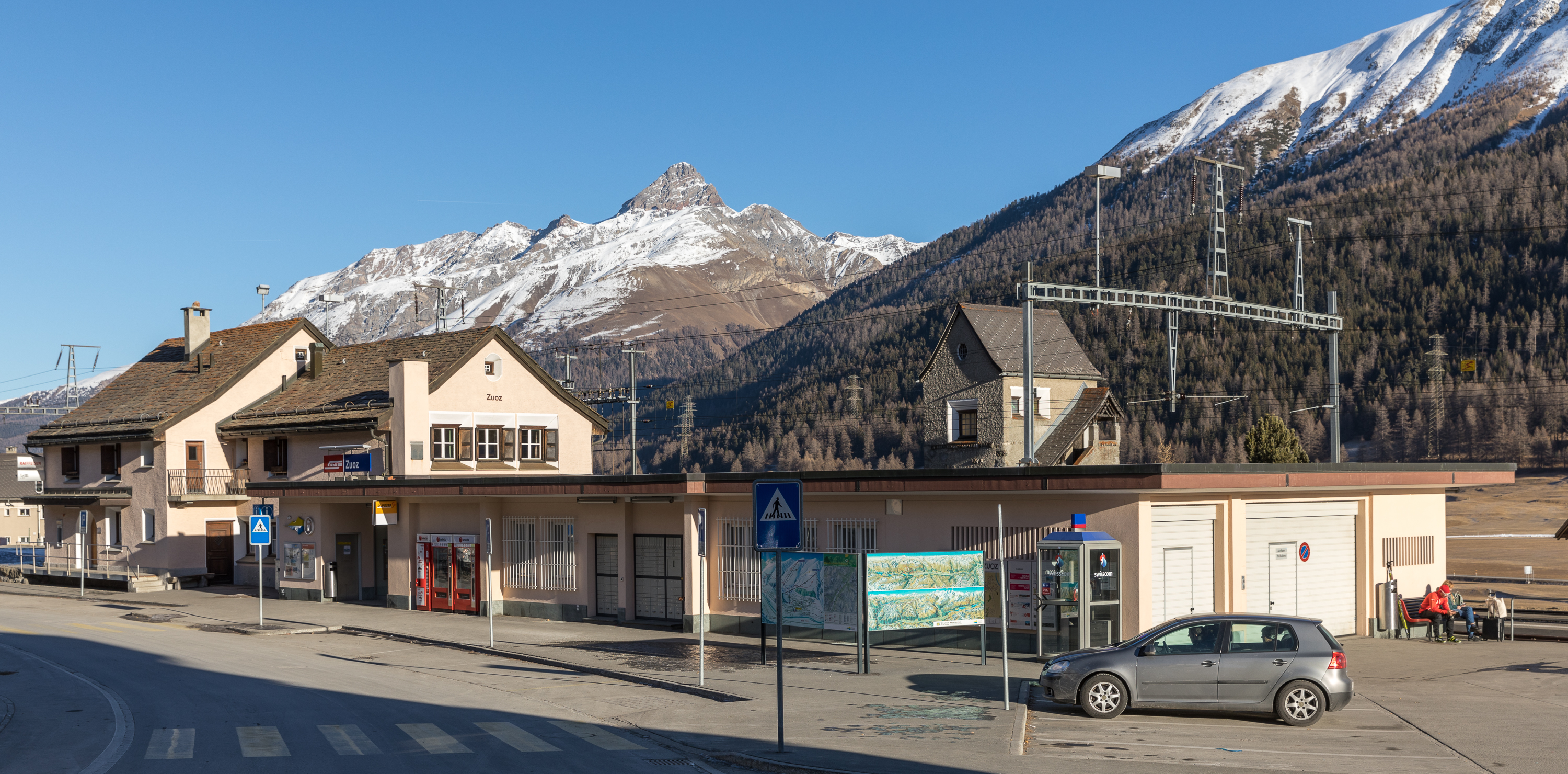
Bahnhof Zuoz

Die Strecke beginnt im Verzweigungsbahnhof Bever, wo sie von der Albulabahn Thusis–St. Moritz abzweigt. Anschliessend verläuft sie auf der noch breiten linken Talseite des Oberengadins mit 20 ‰ Neigung über die Bahnhöfe La Punt-Chamues-ch, Madulain, Zuoz und S-chanf nach Cinuos-chel-Brail. Zwischen S-chanf und Cinuos-chel-Brail liegt bei Kilometer 107,4 die Haltestelle S-chanf Marathon, welche nur im Winter und Sommer bei Sportveranstaltungen von ausgewählten Zügen bedient wird. Nach dem Bahnhof Cinuos-chel-Brail überquert die Strecke den Inn über den berühmten 113 m langen Innviadukt. Somit wechselt sie auf die rechte Talseite, wo die Strecke über mehrere Kunstbauten und Tunnel und die Ausweichstelle Carolina nach Zernez führt. Vor Zernez überwindet die Strecke über eine grosse Schleife den natürlichen Höhenunterschied zwischen Ober- und Unterengadin. Nach Zernez wechselt die Strecke wieder über eine grosse Stahlbrücke auf die linke Talseite, wo sie anschliessend in stetiger Neigung von 20 ‰ durch mehrere kleine Tunnels nach Susch führt. Kurz nach dem Bahnhof Susch zweigt von der Strecke ein Verbindungstunnel (Sasslatsch II, 277 m lang) in den Vereinatunnel ab. Die Unterengadiner Strecke verläuft weiter am linken Talhang entlang und kommt in den Bahnhof Sagliains und zum Vereina-Südportal. Der Bahnhof ist einerseits ein Autoverladebahnhof für die Autozüge durch den Vereinatunnel, zum anderen ein reiner Umsteigebahnhof für Personenzüge. Ein Ausgang für Reisende zum öffentlichen Strassenraum wurde nicht eingerichtet.
Nach dem Bahnhof Sagliains führt die Strecke weiter über die Bahnhöfe Lavin, Guarda, Ardez und Ftan durch mehrere kleinere Tunnel, die langen Tasna- und Magnacun-Tunnel und über mehrere Viadukte zum Bahnhof Scuol-Tarasp.

## Bahnhöfe

### Bever
Der Bahnhof Bever  liegt, genauso wie die Ortschaft Bever, auf 1708 m über dem Meeresspiegel, seine Lage ist südwestlich vom Ort. Bedient wird der Bahnhof nur von den Zügen von und nach Scuol-Tarasp. Die RegioExpress-Züge der Relation Chur–St. Moritz halten nicht in Bever.

### Zernez

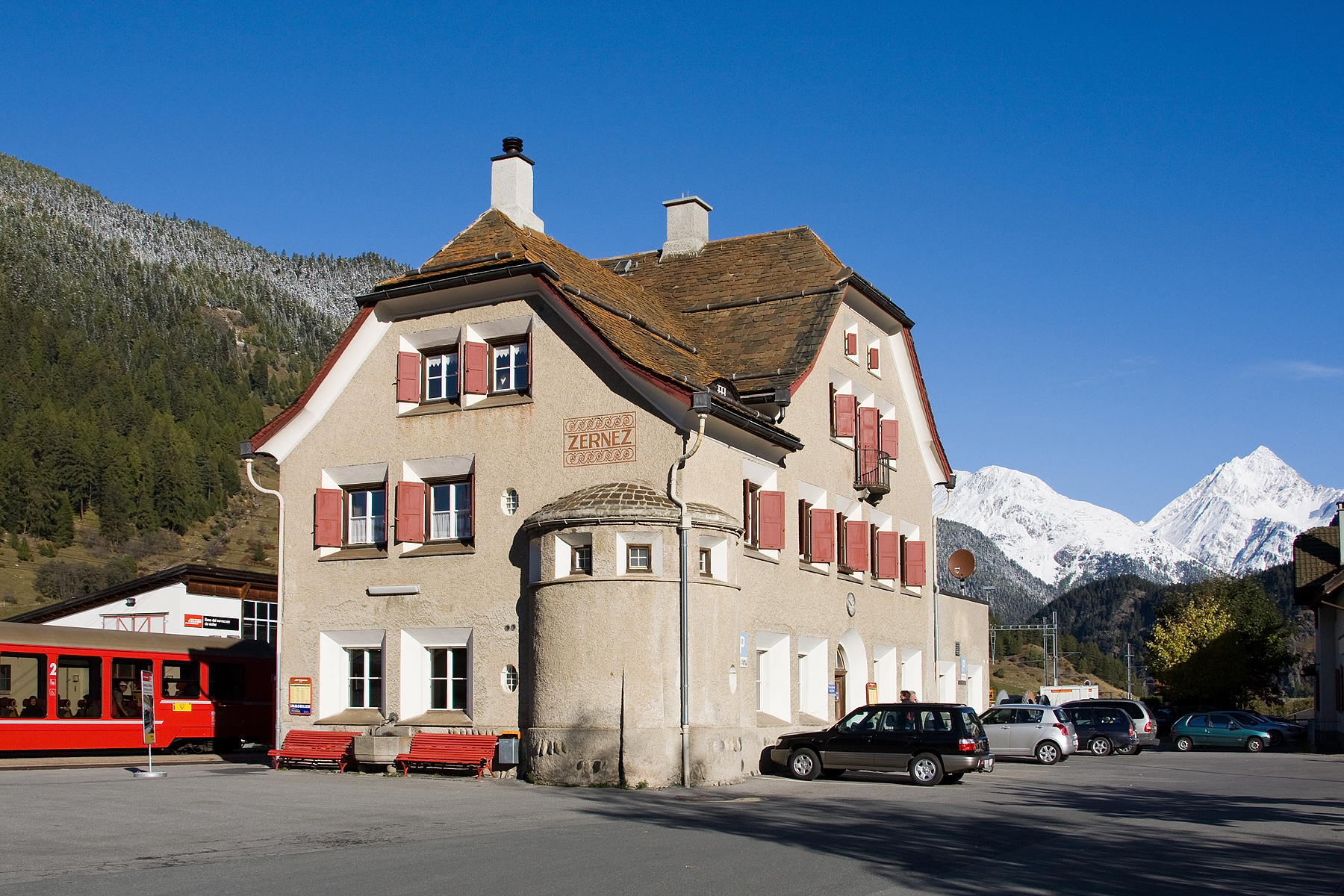
Bahnhof Zernez

Der Bahnhof Zernez  liegt am nordwestlichen Rand der gleichnamigen Ortschaft Zernez auf 1471 m. Er hat verkehrstechnisch eine hohe Bedeutung, denn dort halten alle Züge, die die Engadinerlinie teilweise oder ganz bedienen. Zudem besteht Anschluss an die Postautos über den Ofenpass ins Münstertal nach Müstair, Santa Maria und Mals in Italien, wo wiederum Anschluss an die Vinschgaubahn nach Meran und Bozen besteht. Im Sommer verkehren zusätzlich Postautos nach Davos Platz. Auch der Güterverkehr spielt in Zernez eine grosse Rolle. Regelmässig fahren Güterzüge mit Wechselbehältern nach Zernez, die von dort mit Lkw ins Münstertal weiterbefördert werden. Ausserdem werden in Zernez viele Waren aus dem mittleren Engadin verladen.
In den Jahren 2010 und 2011 wurde der Bahnhof Zernez komplett umgebaut. Unter anderem wurden die Bahnanlagen erneuert, die Perrons erhöht und somit behindertengerecht eingerichtet, ein neuer überdachter Mittelperron erstellt, das Bahnhofsgebäude umgebaut, an der Bahnsteigseite das Perron überdacht und die Kreuzungsgleise auf der Seite Susch verlängert. Das Mittelperron ist durch eine Unterführung mit dem Bahnhofsgebäude und dem Perron an Gleis 1 verbunden. Zudem wurde eine neue Postauto-Zufahrt erbaut, welche bessere Umsteigemöglichkeiten vom Zug zum Postauto ermöglicht. Genauso wurde für die Verbesserung der Abwicklung beim Güterverkehr ein neuer 40-Tonnen-Wechselbehälterkran errichtet und ein neues Stückgutverladezentrum erstellt.

### Sagliains
Der Bahnhof Sagliains liegt bei Kilometer 128,7 auf 1432 m am Ausgang des namensgebenden Tales Val Sagliains zwischen den Ortschaften und Bahnhöfen Susch und Lavin im Unterengadin. Er entstand ursprünglich auf dem Ausbruchmaterial des Vereinatunnels. Der Bahnhof Sagliains wurde mit dem Vereinatunnel im November 1999 in Betrieb genommen. Seine Hauptaufgabe ist der Vereina-Autoverlad. Ausgestattet ist der Autoverladebahnhof mit zwei Verladegleisen an einer am Talhang gestreckten Verladerampe, einem direkten Anschluss an die Hauptstrasse durch einen Autotunnel und einer gedeckten Galerie, welche unter anderem den wartenden Strassenfahrzeugen und den Kassen dient. Zudem besteht ein Dienstleistungsgebäude mit Kiosk zum Selbstbedienen. Neben der Autoverladung dient der Bahnhof Sagliains auch als Umsteigestation zwischen den Regio-Zügen Scuol-Tarasp–Pontresina und den Regio-Express-Zügen Scuol-Tarasp–Landquart–Chur–Disentis/Mustér. Als Umsteigeperron dient ein Mittelperron ohne Zugang von aussen. Damit ist es regulär nicht möglich, diesen Bahnhof zum Ein- und Aussteigen zu verwenden, ohne in einen anderen Zug umzusteigen.

### Scuol-Tarasp

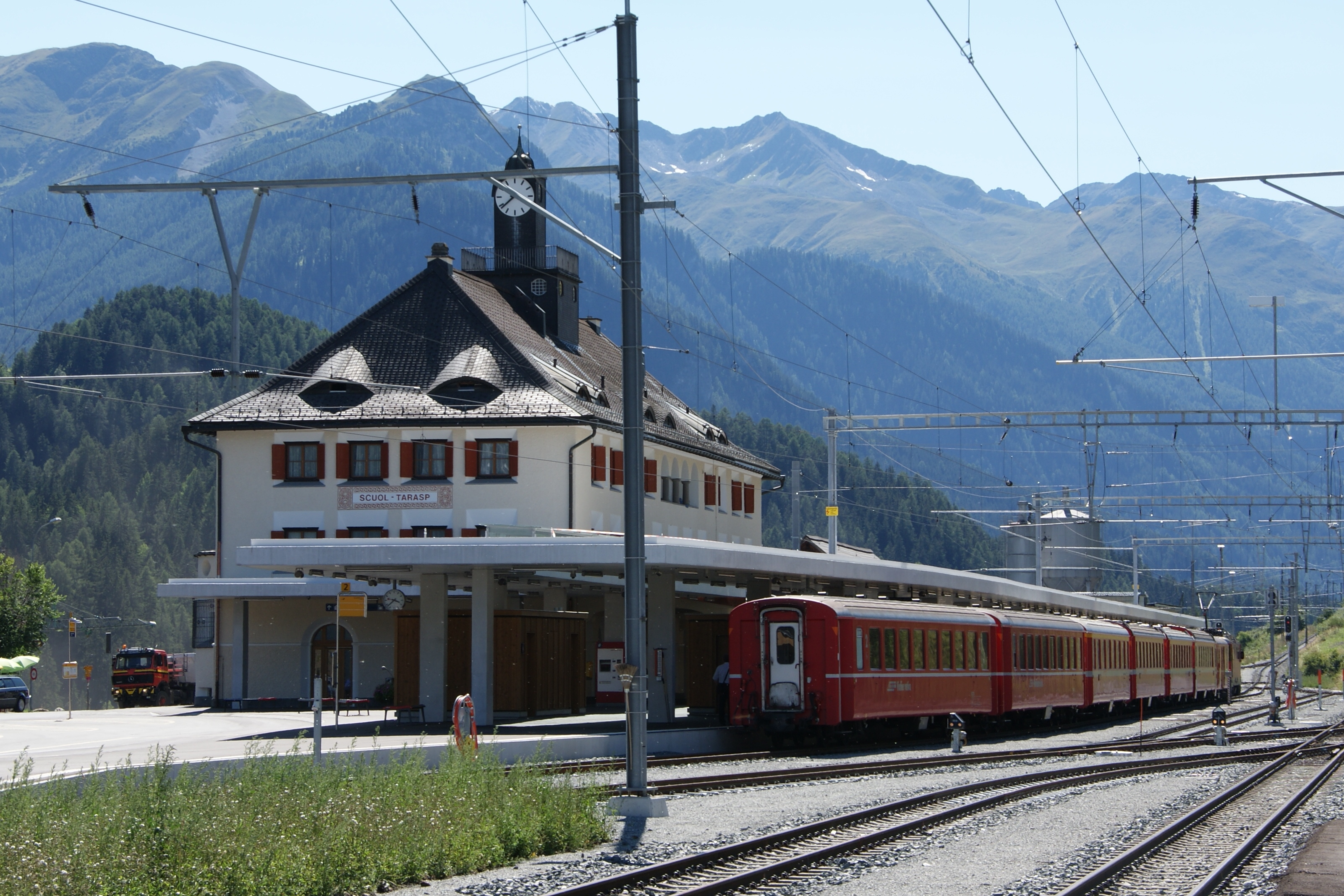
Abfahrbereiter Zug im Bahnhof Scuol-Tarasp

Der Bahnhof Scuol-Tarasp liegt beim westlichen Ausgang der Ortschaft Scuol auf einer Höhe von 1287 m im Unterengadin. Seinen Namen verdankt der Bahnhof der danebenliegenden Ortschaft Scuol und der kleinen südwestlich auf der rechten Talseite gelegenen Ortschaft Tarasp. Der Bahnhof wurde ab dem Jahre 2009 komplett umgebaut und saniert. Seitdem ist rechts am Bahnhofsgebäude ein Postautoparkplatz, von wo diverse Postautolinien im Unterengadin beginnen. Zudem entstand ein Mittelperron, wo Gleis 1 als Stumpfgleis endet und Gleis 2 als durchführendes Gleis besteht. Dies ermöglicht einen direkten ebenerdigen Zugang zu den Zügen und zum Perron. Genauso wurden die Güterumschlaganlagen erneuert und umgebaut. In Scuol-Tarasp ist der Endpunkt bzw. Ausgangspunkt für die Regio-Linie Scuol-Tarasp–Zernez–Samedan–Pontresina und für die RegioExpress-Züge Scuol-Tarasp–Landquart–Chur–Disentis/Mustér. Direkt am Bahnhof beginnen die regelmässig verkehrenden Postautolinien Richtung Ftan, Tarasp, Samnaun, Martina, Sent, S-charl und Val Sinestra. Zudem hält auch der Ortsbus Scuol am Bahnhof. Neben dem Bahnhof beginnt die Gondelbahn nach Motta Naluns. Regelmässig verkehren werktags täglich bis zu fünf Güterzüge unter anderem aus Landquart kommend nach Scuol-Tarasp. Hauptsächlich werden am Bahnhof Scuol-Tarasp Öl, Post, Zement und Müll umgeschlagen.

## Betrieb im Jahr 2013

### Personenverkehr

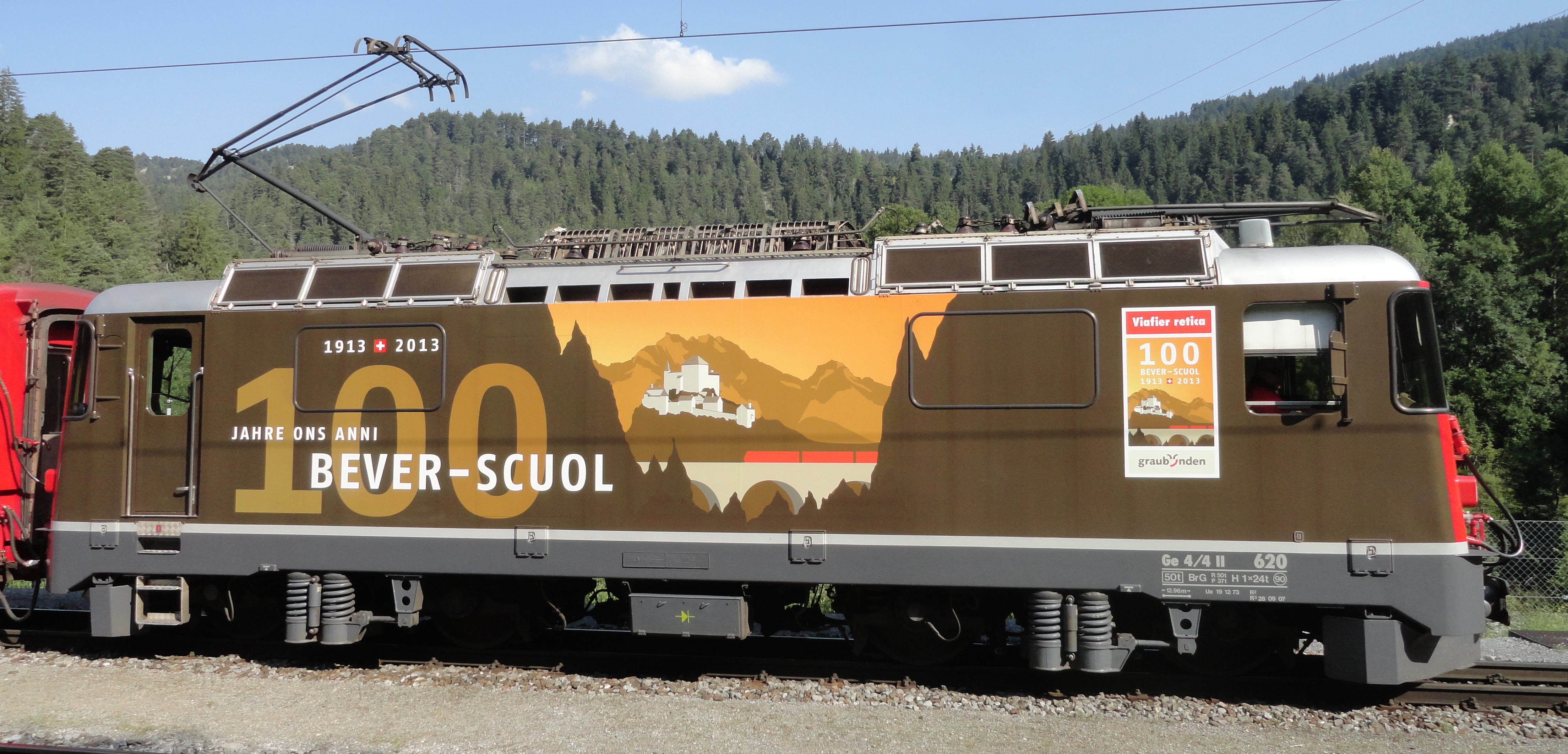
Jubiläums-Lok Ge 4/4 II

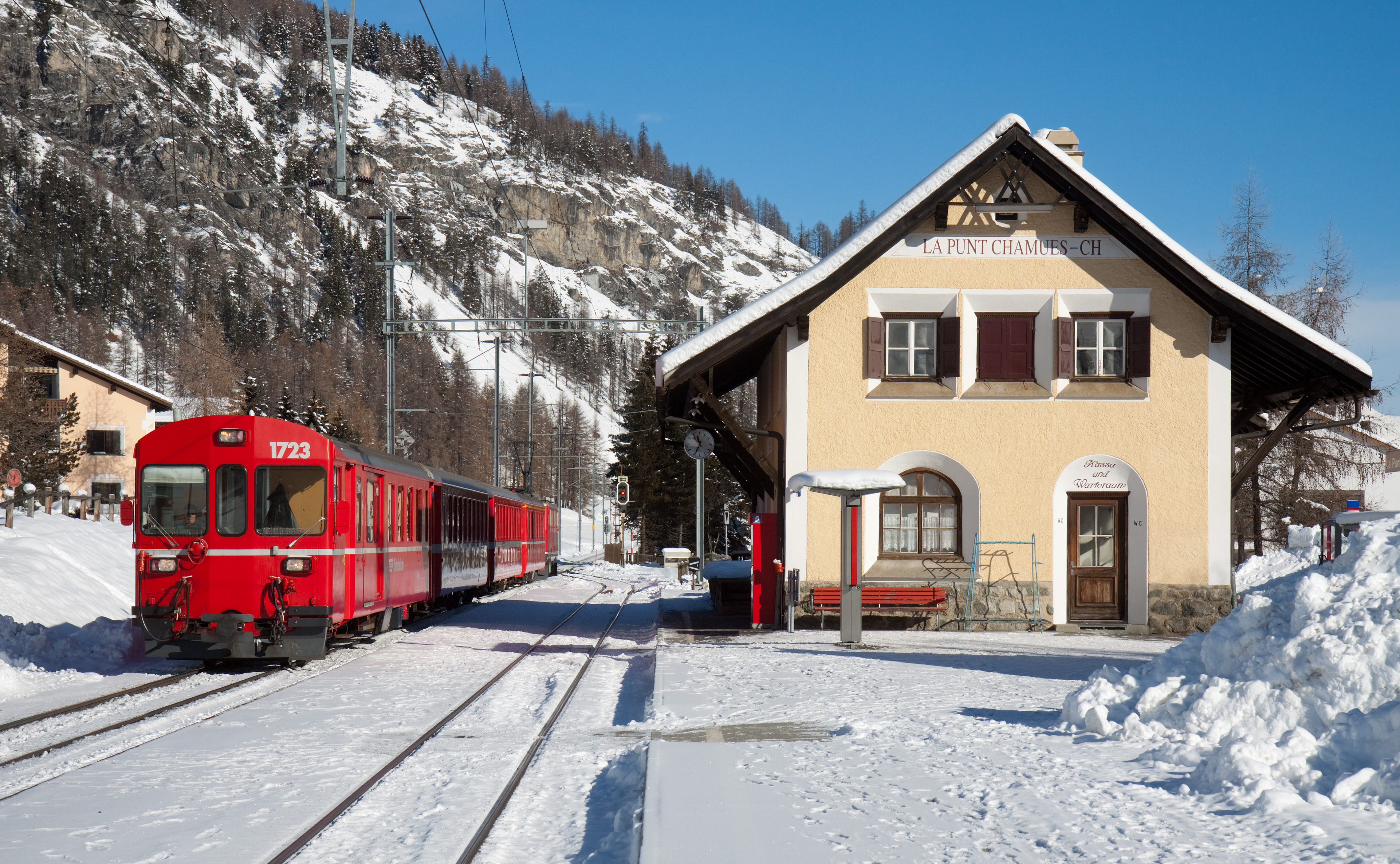
Pendelzug mit BDt 1723 und Ge 4/4 II in La Punt Chamues-ch

Auf der Engadinerlinie verkehren stündlich die Regio-Züge Pontresina–Samedan–Bever–Zernez–Scuol-Tarasp. Diese Züge bestehen fast immer aus einer Ge 4/4 II, einem EW I 1. Klasse, zwei EW I 2. Klasse, einem Pendelzugwagen WS Velowagen (nur im Sommer) und einem BDt-Steuerwagen Neva Retica. Auf dem Abschnitt Sagliains–Scuol-Tarasp verkehren zudem auch stündlich die RegioExpress-Züge Disentis/Mustér–Landquart–Scuol-Tarasp. Sie bestehen meist aus einer Ge 4/4 II, einem EW II oder EW IV 1. Klasse und mehreren 2.-Klasse-Personenwagen. Auf dem Streckenabschnitt zwischen Vereina (Sasslatsch-Tunnel) und Bever verkehrt zudem noch öfters am Tag, meist Morgens und Abends, der sogenannte Engadin-Star. Er dient vornehmlich der schnellen touristisch wichtigen Verbindung vom Graubündner Unterland ins Engadin, aber auch dem Berufsverkehr (Morgens und Abends) in und vom Graubündner Unterland (beispielsweise Chur und Landquart) her.

### Güterverkehr
Auch der Güterverkehr spielt auf der gesamten Engadinerlinie eine wichtige und bedeutende Rolle. Regelmässig verkehren werktags mehrere Güterzüge nach Scuol-Tarasp, und fast alle zwei Stunden verkehrt ein Güterzug aus Richtung Landquart nach Samedan über Zernez. Zudem gibt es regelmässige Güterzuganbindungen an Zernez. Da seit 1999 die Vereina-Route über Zernez, Vereina und Klosters nach Landquart schneller ist als die Route über die Albulastrecke nach Landquart, fahren viele Güterzüge nun durch den Vereinatunnel ins Engadin.

## Verbindungsprojekt nach Südtirol/Italien
Die alte Idee einer Ofenbergbahn, die das Engadin mit dem Vinschgau in Südtirol verbinden könnte, erlebte nach der Revitalisierung der Vinschgaubahn 2005 neuen Aufschwung. Im Rahmen eines durch die EU finanzierten Interreg-Projekts wurden diverse mögliche Trassenführungen erarbeitet und genauer untersucht. In allen drei Regionen bestehen Vereine mit dem Ziel eines Bahnausbaus. Bei einer Tagung 2013 wurden die Ergebnisse von Studien vorgestellt; die notwendigen Investitionssummen wurden abhängig von der gewählten Route auf rund eine Milliarde Euro beziffert. Die Bündner Regierung stand 2021 hinter einem Ausbau Scuol-Mals. Ein Entscheid auf Bundesebene wäre jedoch kaum vor 2029 zu erwarten.